# Liste de trains remarquables
Plusieurs liaisons ferroviaires, connues sous un nom de baptême, parcourent le monde. En voici une liste.

## Afrique
- Rovos Train[1],[2], entre l'Afrique du Sud et la Namibie[3],
- The Pride of Africa, qui parcourt le Zimbabwe et la Tanzanie, avec l'Afrique du Sud[4]
- Shongololo Express, à travers la Namibie, l'Afrique du Sud et le Zimbabwe.
- Blue Train en Afrique du Sud[5],[6],[7]
- Lézard rouge, en Tunisie[8]

## Amériques

### Mexique
- El Chepe, au Mexique, unique ligne du pays, le train n'étant pas très développé[9],[10]

### Équateur
- La Nariz del Diablo en Équateur[11]

### Canada
- Rocky Mountaineer[12]
- The Canadian, de Toronto à Vancouver
- White Pass and Yukon Route, entre Canada et Alaska

### Pérou
- Hiram Bingham Orient Express[13],[14]
- Andean Explorer[15],[16]

### États-unis
- California Zephyr
- Durango Train (Colorado)
- Coast Starlight
- Alaska Railroad
- Milwaukee Road[17]

### Argentine
- La Trochita en Argentine[18]
- Tren A Las Nubes en Argentine[19]

## Asie

### Inde
- Maharajas’ Express
- Darjeeling Himalayan Railway
- Royal Rajasthan on Wheels, appelé aussi Palace on wheels[20],[21]
- Golden Chariot[22],[23]

### Japon
- Nanatsuboshi[24], aussi appelé Seven Stars[25]
- Shiki-shima[26],[27], considéré comme le plus cher au monde[28]
- Twilight Express Mizukaze[29],[30],[31]

### Asie du Sud-Est
- Death Railway en Thaïlande[32],[33]
- Eastern and Oriental Express, entre Singapour, la Malaisie et la Thaïlande[34]

### Ex-URSS
- Turksib en Asie centrale
- Transsibérien, en Russie, de Moscou à Vladivostok[35],[36].

### Chine
- Lhassa Express[37]

### Sri Lanka
- Viceroy Special[38]

## Europe

### Royaume Uni et Irlande
- Jacobit Train, le train écossais connu pour avoir été mis en lumière par la saga Harry Potter[9],[39].
- West Highland Line en Écosse[40].
- Severn Valley Railway en Angleterre[41],[42].
- Caledonian Sleeper de Londres à l'Écosse.
- Royal Scotsman.
- Grand Hiberian, en Irlande[43].
- Welsh Highland Railway au Pays de Galles[44].

### Europe de l'Est
- Danube Express[45],[46], de Budapest à Téhéran
- Orient Express, de Londres à Istanbul, connu notamment au travers du fameux roman d'Agatha Christie, et sa variante Venice Simplon-Orient-Express, et continué par le Taurus Express d'Istanbul vers Le Caire et Bagdad
- Riviera Express et Moscou Express, de la France ä Moscou
- Balkan Express ou Belgrade to Bar[47], en Serbie

### Péninsule ibérique
- Transcantabrique en Espagne
- The Presidential[48] au Portugal

### Europe centrale
- Glacier Express, Gotthard Panorama Express, Jungfraubahn et Bernina Express en Suisse
- Majestic Imperator[49],[50], au départ de Vienne (Autriche)

### Europe du Nord
- Flåmsbana en Norvège[51]
- Grand Hibernian[52] en Irlande[53]

## Océanie
- Indian Pacific, en Australie.
- The Ghan, en Australie également
- Tranzalpine en Nouvelle-Zélande[54],[55].